# 高尾太夫

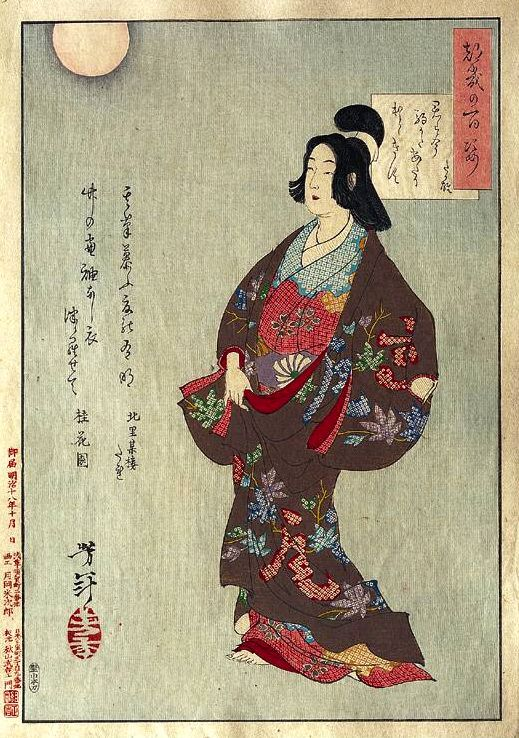
「君は今駒かたあたりほとゝきす」（月岡芳年『月百姿』）
明治時代の浮世絵より。描かれたのは2代目高尾太夫で、題名に用いられた句は隅田川を渡って帰る伊達綱宗へ詠んだものである。

高尾太夫（たかおだゆう）は、吉原の太夫の筆頭ともいえる源氏名。高尾太夫は、吉原で最も有名な遊女で、その名にふさわしい女性が現れると代々襲名された名前で、吉野太夫・夕霧太夫と共に三名妓（寛永三名妓）と呼ばれる。三浦屋に伝わる大名跡であった。何代目まで続いたかは、諸説があって判然としておらず、6代説・7代説・9代説・11代説の4説がある。

## 歴代

### 高尾考
『燕石十種』本「高尾考」を基本に、諸伝を合わせていくと、歴代は次のようになる。

#### 初代
- 後に尼となって妙心と号し日本堤の西方寺に庵を結んで念仏三昧に過ごしていたが、万治3年正月25日（1660年3月6日）、「寒風にもろくも落つる紅葉かな」の一句を残して没したという。後述の2代目と混同されている。

#### 2代目 - 万治高尾
- 仙台高尾・道哲高尾とも。11代のうち最も有名で多くの挿話があるが、その真偽は不明である。陸奥仙台藩主・伊達綱宗の意に従わなかったために、三叉の船中で惨殺されたというのはその一つである（伊達騒動参照）。塩原出身。幼名はあき。幼い頃は木の葉の化石を湯治場で売り家計を助けていた。そこで三浦屋の主人に働きぶりを見初められて引き取られる。万治3年（1660年）19歳で病没。墓所は東京都豊島区巣鴨の西方寺（元は新吉原近くの浅草日本堤にあったが、昭和初期に移転）[注釈 1]。また、中央区日本橋箱崎町には高尾太夫の頭蓋骨を祭神にしているとされる「高尾稲荷神社」が現存している。旗本6百石の島田利直[注釈 2]と、さらなる財力にものを言わす伊達とが争った結果、高尾太夫は島田を選んだ、という話も伝わる。この話では太夫は万治3年に死去し、島田の領地であった現在の埼玉県坂戸市の永源寺に葬られ、島田はその菩提を弔った、と伝わる。

#### 3代目 - 水谷高尾
- 水戸家の為替御用達を勤めていた水谷六兵衛に落籍されてから、六兵衛の下人の平右衛門（68歳）と不義をして出奔し、後に浄瑠璃語りの半太夫の妻となったが、再び家を出て牧野駿河守[注釈 3]の側女となっているうち、中小姓の河野平馬と通じてまたまた出奔し、その後、深川の髪結いの女房となり、さらに役者の袖岡政之助に嫁し、最後に神田三崎町の元結売の妻となったが、この家も不縁に終わったとみえ、ある年、大音寺前の茶屋の鎌倉屋の前で倒死していたとつたえられる。

#### 4代目 - 浅野高尾
- 3万石の浅野壱岐守により落籍[注釈 4]。

#### 5代目 -紺屋高尾
- 駄染（だぞめ）高尾とも。神田お玉が池の紺屋九郎兵衛に嫁した。駄染めと呼ばれる量産染色で手拭を製造し、手拭は当時の遊び人の間で流行したと伝わる。のち3人の子を産み、80歳余まで生きたとされる。古典落語「紺屋高尾」のモデル。

#### 6代目 - 榊原高尾
- 越後高尾とも。寛保元年（1741年）、播磨姫路藩15万石の当主・榊原式部大夫（榊原政岑）に落籍され[注釈 5][注釈 6][注釈 7]、国元へ従って行った[注釈 8]。政岑は高尾を姫路城内西御屋敷に住まわせた。しかし、折しも徳川吉宗による倹約令で質素倹約が進められている中、政岑の贅沢な振る舞いは吉宗の怒りを買い、要地の姫路から、僻地であり懲罰転封先として知られる越後高田への転封を命じられた。高尾太夫は高田への転封に同行し、越後高田城に住んだ。高田転封後数年で政岑は死亡。その後は側室のお岑の方に呼ばれて江戸に戻り、上野池の端の榊原家下屋敷に住んだ。剃髪して連昌院と号し、菩提を弔いつつ過ごし、天明9年（1789年）1月19日、30余歳（79歳説有）で病死した[注釈 9]、とされている。墓所は東京都豊島区南池袋の本立寺。

#### 7代目
- 徳川譜代の名門榊原家の播磨国姫路藩主・榊原政岑に身請けされるも、豪遊などを咎められ、時の将軍徳川吉宗の政策に反するとして榊原は強制隠居処分となった。三浦屋四郎左衛門抱高尾七代相続の次第 七代榊原高尾 延享寛延のころという。上述の6代目と被るため混同されている可能性がある。

#### 8代目・9代目
- 伝わるところが少なく詳細不明。

#### 10代目
- ある大身の大名に落籍され、その領地である播磨の姫路に従っていったが、84歳の高齢で安らかな往生を遂げたという（「高尾考」では、この10代目と6代目の榊原高尾とが混同されているという）。

#### 11代目
- 寛保元年（1741年）、ある貴顕に落籍され廓を出る時、大門で盛り塩をする他にも目に余る沙汰があったので物議を醸し、吉原ではそれ以来、この名を憚って用いなかったと伝える。

この他にも、上記の2代目と3代目の間に「西條高尾（幕府御用蒔絵師の西条吉兵衛が身請け）」が入るとする、西條高尾ではなく「最上（さいじょう）高尾」であるなどの話があり、他にも石井高尾、六指高尾、子持ち高尾、小袖高尾、采女が原高尾などの名が伝わり、代々を数えるには諸説ある。全体で6代説、7代説、9代説、11代説、などがあるが、他にも13代説や16代説もある。これらで語られる高尾太夫の中には「史実では実在せず、創作で語られたもの」を実在として数えている可能性がある。
なお、現存する錦絵や文芸、映像などのフィクションの世界では、伊達兵庫や島田髷、多数のかんざしを差した文化文政期（江戸後期）の遊女装束の高尾が登場するが、実際は宝暦年間（江戸中期）には三浦屋は廃業しており、同時期に吉原では太夫も消滅している。よってフィクションでの高尾太夫の表現は時代的にそぐわないものである。
また花魁という呼称は宝暦以降の高級遊女に対してものであり、太夫を花魁と表現するのは誤りである。

### 洞房語園
『洞房語園』では、三浦屋の高尾は7代ありとして、初代を妙心高尾、2代目を仙台高尾、3代目を御蒔絵師西条吉兵衛に落籍された西条高尾、4代目を水谷庄左衛門に落籍された水谷高尾、5代目を浅野因幡守に落籍された浅野高尾、6代目をだぞめ高尾、7代目を榊原高尾としている。
『洞房語園』には、妙心高尾は生みの児を乳母に抱かせて廓内を道中したので、子持高尾と呼ばれたとある。

### 高尾年代記
堀野書廛(1783-1842)の『高尾年代記』では、三浦屋の高尾は10代としている。

## 落語の演目
- 紺屋高尾
- 反魂香 (落語)
- 仙台高尾 (落語)

## 各地の文化
長野の善光寺に「高尾灯籠」という巨大な石灯籠があり「江戸浅草三浦屋四郎左衛門・浄誉林清善女・光誉道恵定位」などと刻まれており、遊女高尾の供養灯籠だと言われる。